# Thomas Hunt Morgan Medal
Die Thomas Hunt Morgan Medal ist eine wissenschaftliche Auszeichnung, die seit 1981 von der Genetics Society of America (GSA) für das Lebenswerk auf dem Gebiet der Genetik vergeben wird.
Drei der 42 Preisträger haben später auch einen Nobelpreis für Physiologie oder Medizin erhalten (Stand Ende 2020). George W. Beadle (Preisträger 1984) hatte bereits 1958 den Nobelpreis erhalten.

## Preisträger
- 1981 Barbara McClintock – Cold Spring Harbor Laboratory, Marcus M. Rhoades – Indiana University
- 1982 Sewall Wright – University of Wisconsin–Madison
- 1983 Edward B. Lewis – California Institute of Technology
- 1984 George W. Beadle – University of Chicago, R. Alexander Brink – University of Wisconsin–Madison
- 1985 Herschel Roman – University of Washington
- 1986 Seymour Benzer – California Institute of Technology
- 1987 James F. Crow – University of Wisconsin
- 1988 Norman H. Giles – University of Georgia
- 1989 Dan L. Lindsley – University of CA, La Jolla
- 1990 Charles Yanofsky – Stanford University
- 1991 Armin Dale Kaiser – Stanford University
- 1992 Edward H. Coe, Jr – University of Missouri
- 1993 Ray D. Owen – California Institute of Technology
- 1994 David D. Perkins – Stanford University
- 1995 Matthew Meselson – Harvard University
- 1996 Franklin W. Stahl – University of Oregon
- 1997 Oliver E. Nelson – University of Wisconsin
- 1998 Norman H. Horowitz – California Institute of Technology
- 1999 Salome Waelsch – Albert Einstein College of Medicine
- 2000 Evelyn M. Witkin – Rutgers University
- 2001 Yasuji Oshima – Kansai University, Osaka
- 2002 Ira Herskowitz – University of California, San Francisco
- 2003 David S. Hogness – Stanford University School of Medicine
- 2004 Bruce N. Ames – University of California, Berkeley
- 2005 Robert L. Metzenberg – University of California, Los Angeles
- 2006 Masatoshi Nei – Penn State University
- 2007 Oliver Smithies – University of North Carolina at Chapel Hill
- 2008 Michael Ashburner – Cambridge University, United Kingdom
- 2009 John Roth – University of California, Davis
- 2010 Alexander Tzagoloff – Columbia University
- 2011 James E. Haber – Brandeis University
- 2012 Kathryn V. Anderson – Memorial Sloan-Kettering Cancer Center
- 2013 Thomas Petes – Duke University
- 2014 Frederick M. Ausubel – Harvard Medical School und Massachusetts General Hospital
- 2015 Brian Charlesworth – University of Edinburgh
- 2016 Nancy Kleckner – Harvard University
- 2017 Richard Lewontin – Harvard University
- 2018 Barbara J. Meyer – University of California, Berkeley
- 2019 Daniel Hartl – Harvard University
- 2020 Gerald Fink – Massachusetts Institute of Technology, David Botstein – Calico Life Sciences
- 2021 Ruth Lehmann – Massachusetts Institute of Technology
- 2022 Michael Lynch – Arizona State University
- 2023 keine Vergabe
- 2024 Paul Sternberg – California Institute of Technology
- 2025 Joanne Chory – Salk Institute for Biological Studies, HHMI[1]